# Sandro Schwarz
Sandro Schwarz (Maguncia, Alemania Occidental, 17 de octubre de 1978) es un exfutbolista y entrenador alemán que jugaba de centrocampista. Actualmente dirige al New York Red Bulls de la Major League Soccer.

## Trayectoria
Como futbolista, se desempeñó como centrocampista y pasó su carrera en clubes de su país. Jugó seis temporadas de 2. Bundesliga con el 1. FSV Mainz 05. Su último club fue el Wehen Wiesbaden donde jugó durante cuatro años. Tras su retiro en 2009 comenzó su carrera como entrenador en este club.
Tras ser entrenador del 1. FC Eschborn y el Mainz 05, el 14 de octubre de 2020 firmó como nuevo director técnico del FC Dinamo Moscú. El 29 de mayo de 2022, el Dinamo perdió la final de la Copa de Rusia ante el Spartak por 1-2, y Daniil Fomin falló el penalti en el tiempo añadido. Luego del encuentro, presentó su renuncia como técnico.
En junio de 2022 fue nombrado nuevo entrenador del Hertha Berlín hasta 2024. Sin embargo, fue despedido en abril de 2023 tras una derrota por 5-2 ante el Schalke 04 que dejó al equipo alemán como colista de la Bundesliga.
El 14 de diciembre de 2023, New York Red Bulls anunció a Schwarz como su nuevo entrenador.

## Estadísticas

### Como jugador
| Club                       | Div.          | Temporada     | Liga  | Liga  | Copas nacionales(1) | Copas nacionales(1) | Total | Total |
| Club                       | Div.          | Temporada     | Part. | Goles | Part.               | Goles               | Part. | Goles |
| -------------------------- | ------------- | ------------- | ----- | ----- | ------------------- | ------------------- | ----- | ----- |
| 1. FSV Mainz 05 · Alemania | 2.ª           | 1997-98       | 1     | 0     | 0                   | 0                   | 1     | 0     |
| 1. FSV Mainz 05 · Alemania | 2.ª           | 1998-99       | 6     | 0     | 0                   | 0                   | 6     | 0     |
| 1. FSV Mainz 05 · Alemania | 2.ª           | 2000-01       | 28    | 0     | 2                   | 0                   | 30    | 0     |
| 1. FSV Mainz 05 · Alemania | 2.ª           | 2001-02       | 20    | 3     | 2                   | 0                   | 22    | 3     |
| 1. FSV Mainz 05 · Alemania | 2.ª           | 2002-03       | 24    | 0     | 1                   | 0                   | 25    | 0     |
| 1. FSV Mainz 05 · Alemania | 2.ª           | 2003-04       | 21    | 0     | 1                   | 0                   | 22    | 0     |
| 1. FSV Mainz 05 · Alemania | Total club    | Total club    | 100   | 3     | 6                   | 0                   | 106   | 3     |
| Rot-Weiss Essen · Alemania | 2.ª           | 2004-05       | 16    | 0     | 1                   | 0                   | 17    | 0     |
| Rot-Weiss Essen · Alemania | Total club    | Total club    | 16    | 0     | 1                   | 0                   | 0     | 0     |
| Wehen Wiesbaden · Alemania | 3.ª           | 2005-06       | 19    | 0     | 0                   | 0                   | 19    | 0     |
| Wehen Wiesbaden · Alemania | 3.ª           | 2006-07       | 31    | 0     | 0                   | 0                   | 31    | 0     |
| Wehen Wiesbaden · Alemania | 2.ª           | 2007-08       | 30    | 2     | 1                   | 0                   | 31    | 2     |
| Wehen Wiesbaden · Alemania | 2.ª           | 2008-09       | 21    | 0     | 3                   | 1                   | 24    | 1     |
| Wehen Wiesbaden · Alemania | Total club    | Total club    | 101   | 2     | 4                   | 1                   | 105   | 3     |
| Total carrera              | Total carrera | Total carrera | 217   | 5     | 11                  | 1                   | 228   | 6     |

### Como entrenador
| Club               | País           | Año       |
| ------------------ | -------------- | --------- |
| Wehen Wiesbaden    | Alemania       | 2009-2010 |
| 1. FC Eschborn     | Alemania       | 2011-2013 |
| 1. FSV Mainz 05 II | Alemania       | 2015-2017 |
| 1. FSV Mainz 05    | Alemania       | 2017-2019 |
| Dinamo Moscú       | Rusia          | 2020-2022 |
| Hertha Berlín      | Alemania       | 2022-2023 |
| New York Red Bulls | Estados Unidos | 2024-Act. |